# Euphyes bimacula
Euphyes bimacula is een vlinder uit de familie van de dikkopjes (Hesperiidae). De wetenschappelijke naam van de soort is voor het eerst geldig gepubliceerd in 1867 door Augustus Radcliffe Grote & Robinson.